# Eder Citadin Martins
Eder Citadin Martins (Lauro Müller, 15 de novembro de 1986) mais conhecido como Eder é um ex futebolista ítalo-brasileiro que atuava como segundo atacante. Atualmente tem o cargo de dirigente de futebol no Criciúma.

## Biografia
Eder nasceu no Brasil, mas tem dupla nacionalidade, brasileira e italiana, porque seu bisavô Giovanni Battista Righetto nasceu em Nove, na província de Vicenza, e com apenas treze anos de idade emigraram para o Brasil, no ano de 1891.
A origem de seu nome é uma homenagem a Éder Aleixo de Assis, atacante da Seleção Brasileira de Futebol na Copa do Mundo FIFA de 1982.

## Carreira

### Criciúma
Éder iniciou sua carreira no Criciúma. Ele fez sua estreia no time principal - e no Campeonato Brasileiro Série A - em 19 de dezembro de 2004, entrando como reserva no segundo tempo em um empate em casa por 3 a 3 contra o Coritiba, com seu time já rebaixado. Éder foi definitivamente promovido ao time titular antes da temporada de 2005, e marcou seu primeiro gol em 30 de janeiro daquele ano, mas na derrota em casa por 3 a 2 no Campeonato Catarinense contra o Joinville. Ele terminou o torneio com três gols em dez partidas e marcou em sua estreia no Campeonato Brasileiro Série B contra o São Raimundo em 26 de abril, terminando com uma vitória em casa por 2 a 0.

### Empoli
Em 2005, mudou-se para o Empoli, da Série A italiana. Ele fez sua estreia na Itália em 18 de março de 2007, em derrota por 3-1 frente a Lazio.No entanto, após sua estreia, ele não teve a oportunidade de jogar, e o clube foi rebaixado para a Série B. Ele permaneceu no Empoli na temporada seguinte, mas como continuou no banco depois disso, em dezembro de 2007 foi transferido para o Frosinone.

### Frosinone
Na segunda metade da temporada 2007/08 foi emprestado ao Frosinone por um ano e meio. Na temporada 2008-09, ele marcou 14 gols em 33 partidas.

### Retorno ao Empoli
Em 2009, ele voltou ao Empoli da Série B. Na temporada 2009-10, o primeiro ano após seu retorno, ele marcou 27 gols, sendo onze gols de pênaltis e se tornou o artilheiro da Série B.
Eder marcou quatro gols em um jogo da Série B em 13 de abril de 2010, dois dos quais foram pênaltis, em uma vitória por 5–2 do Empoli sobre o Salernitana.

### Brescia
Em 20 de agosto de 2010, Éder acertou sua ida para o Brescia por empréstimo para a temporada. Anotou apenas seis gols em 35 jogos.

### Cesena
No dia 13 de julho de 2011, foi vendido para o Cesena, onde permaneceu por uma temporada,em um contrato temporário de € 2,2 milhões (que posteriormente compensou por empréstimo da Sampdoria).

### Sampdoria
Em 24 de janeiro de 2012, Éder mudou-se para a Sampdoria por empréstimo de € 1,1 milhão junto ao Cesena. Ele marcou seu primeiro gol pelo clube em 21 de abril de 2012 em um empate 1-1 com o Vicenza.
Em 3 de julho de 2012, a Sampdoria assinou com Éder por € 3 milhões em um contrato de cinco anos com o Empoli, fazendo com que Eder tivesse custado à Sampdoria € 4,1 milhões no total, enquanto do lado do Empoli, o clube recebeu € 7 milhões em 2010. até 2012.

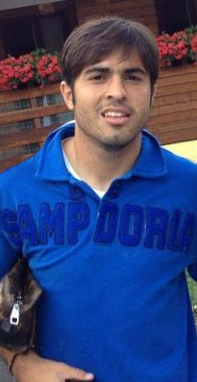
Eder com a Sampdoria em 2012

Fez parte do elenco que levou o time genovês ao retorno na Série A , além de se tornar ídolo do clube, jogando 136 partidas e 49 gols pelo clube.

### Inter de Milão
Sua boa atuação na Sampdoria despertou interesse da Inter de Milão, time para o qual atuou em duas temporadas.
No dia 2 de novembro de 2017, renovou seu contrato com a Inter até 2021. Ao sair da Inter, Éder entrou no top 10 de brasileiros com mais gols na história do Campeonato Italiano, com 60 gols, ficando em 9° lugar.

### Jiangsu Suning
Em 13 de julho de 2018, acertou sua ida para o futebol chinês, sendo contratado pelo Jiangsu Suning, assinando por 3 anos.
Com a camisa do Jiangsu Suning ele marcou 11 gols na temporada de estreia e 12 na seguinte. Na temporada de 2020 apontou 9 golos, incluindo um, na final do título, vencido por 2-1: o triunfo permite ao Jiangsu conquistar pela primeira vez o campeonato chinês, troféu que é também o primeiro de Éder. A equipe, que havia perdido a final da Copa da China para o Shandong em dezembro, encerra suas atividades no final de fevereiro de 2021.

### São Paulo

#### 2021
Em 26 de março de 2021, foi anunciado seu acerto com o São Paulo por 2 anos.
Logo em sua estreia, Eder fez  marcando um gol, após fintar 2 jogadores e chutar no canto do goleiro do São Caetano, na vitória por 5 a 1.
Em 20 de abril, marcou seu 2° pelo São Paulo na vitória por 3 a 0 sobre Sporting Cristal, válido pela 1a rodada da Libertadores.
Eder conviveu muito com lesões na temporada 2021 e não acabou fazendo muitas partidas pelo Tricolor, marcando apenas 5 gols na temporada.
Ao fim da temporada o São Paulo até chegou a procurar Eder para uma possível rescisão de contrato, pelo alto valor do salário e o pouco desempenho em campo, porém o italiano decidiu ficar e continuar no São Paulo em 2022. Ainda no final do ano foi descoberto que o São Paulo devia 4 meses de direitos de imagens e luvas ao atacante.

#### 2022

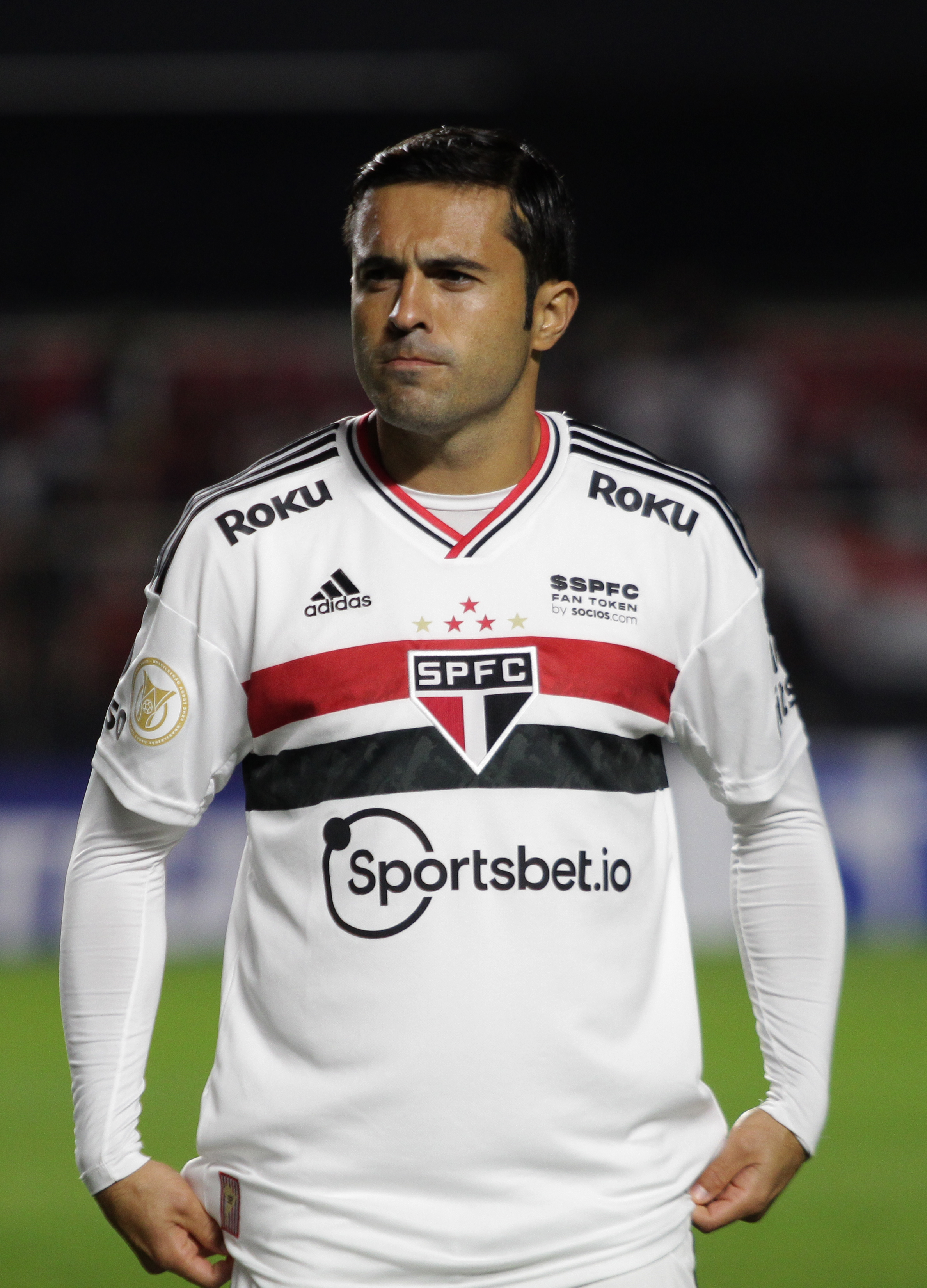
Éder com a camisa do São Paulo em 2022

Apesar da alta pressão da torcida sobre a saída do atacante de até ali 35 anos, Eder começou a preparação para a temporada 2022 normalmente, sem conversas para uma possível rescisão.
Em 20 de fevereiro, marcou de cabeça o primeiro gol do São Paulo na vitória por 3x0 sobre o Santos no clássico San-São, após o cruzamento de Nikão. Em 17 de março, Eder o abriu o placar para o São Paulo na vitória por 2x0 sobre o Manaus, pela Copa do Brasil, após uma boa jogada da equipe e um chute falho de Rafinha para o meio da área, a bola desviou na perna esquerda do italiano e entrou no fundo das redes.
Se tornou uma importante peça do técnico Rogério Ceni, chegando a ser em um momento considerado titular da equipe. Eder jogou praticamente todos os jogos do mata-mata do Paulistão entrando como titular, porém jogando mais recuado para criar as jogadas, em vez de finalizá-las, visto que a referência de ataque era Jonathan Calleri, Eder virou uma espécie de segundo atacante.
Em 23 de abril, Eder entrou no segundo tempo e marcou o gol de empate do São Paulo na partida contra o Red Bull Bragantino, pela 3ª rodada do Brasileirão, terminada em 1x1. No gol, após o cruzamento de Welington pela esquerda, a bola atravessa a área e vai no lado direito para Eder cabecear no lado contrário, encobrindo o goleiro Cleiton.
Eder acabou perdendo espaço por causa de más atuações e virou reserva da equipe de Ceni. Voltou a ter uma chance como titular em 7 de junho, no jogo de volta das oitavas de final da Copa Sul-americana, quando substituiu o suspenso Calleri e fez dupla de ataque com Luciano. Eder bateu um pênalti sofrido a favor do Tricolor e marcou o segundo gol do São Paulo na vitória por 4x1 sobre a Universidad Católica.
Em 11 de setembro, Eder marcou o gol do São Paulo no empate por 1x1 do clássico Majestoso contra o Corinthians. Após sofrer o pênalti de Gil, o atacante foi para a cobrança e bateu no meio de Cássio.
Em 25 de setembro, Eder marcou o 4º e último gol do São Paulo na goleada por 4x0 sobre o Avaí, no Brasileirão. No gol, após virada de jogo de Léo, o italiano segura a marcação e deixa Igor Gomes livre na direita, então o meia arranca até entrar na área e ao tocar para trás, a zaga desvia a bola para cima, que sobra para Eder dar uma leve cabeçada por cima de Gledson e balançar as redes.
Em 14 de novembro, após o término da temporada, o São Paulo anunciou a saída de Eder, que não terá seu contrato renovado. No total, disputou 75 partidas e marcou onze gols.

### Retorno ao Criciúma
Na manhã de 17 de janeiro de 2023, Eder foi anunciado como jogador do Criciúma.

## Seleção Italiana
Estreou pela Seleção Italiana principal em 28 de março de 2015 contra a Bulgária, em partida válida pelas  Qualificações para a Eurocopa 2016, marcando um dos gols do empate em 2–2.
Foi convocado por Antonio Conte para a disputa da UEFA Euro 2016.
Fez seis gols em sua passagem pela Nazionale, sendo o mais importante deles o marcado na vitória sobre a Suécia, que garantiu a passagem da seleção Italiana para as oitavas da Euro.

## Títulos
Jiangsu Suning
- Campeonato Chinês: 2020

São Paulo
- Campeonato Paulista: 2021

Criciúma
- Campeonato Catarinense:2005, 2023 e 2024
- Recopa Catarinense: 2024